# Marie-Claire Blais
Marie-Claire Blais (n. 5 octombrie 1939, Québec, provincia Québec, Canada – d. 30 noiembrie 2021, Key West, Florida, SUA) a fost o scriitoare canadiană de limbă franceză.